# Champmillon
Champmillon is een gemeente in het Franse departement Charente (regio Nouvelle-Aquitaine) en telt 493 inwoners (1999). De plaats maakt deel uit van het arrondissement Angoulême.

## Geografie
De oppervlakte van Champmillon bedraagt 9,6 km², de bevolkingsdichtheid is 51,4 inwoners per km².
De onderstaande kaart toont de ligging van Champmillon met de belangrijkste infrastructuur en aangrenzende gemeenten.

## Demografie
Onderstaande figuur toont het verloop van het inwonertal (bron: INSEE-tellingen).

1. ↑  Populations de référence 2022.